# Костанайський округ
Костанайський округ - адміністративно-територіальна одиниця СРСР, що існувала з 14 вересня 1925 року по 17 грудня 1930 року.

## Історія
Костанайський округ створено у складі Казахської АРСР Російської Республіки 14 вересня 1925 року з волостей Костанайського повіту. Округ поділявся на волості.
17 січня 1928 року до складу округу  передана частина колишнього Акмолинського району Акмолинської губернії.
Округ став поділятися на 15 районів:
- Аманкарагайський район. Центр — село Семиозьорний.
- Батпакаринський район. Центр — селище Батпакара.
- Борівський район. Центр — село Боровський.
- Вікторівський район. Центр — село Ново-Іллінський.
- Денисовський район. Центр — село Денисовський.
- Жаїлманський район. Центр — селище Жаїлма.
- Затобольський район. Центр – Костанай.
- Каїнди-Кумацький район. Центр — село Адамівський.
- Карабалицький район. Центр – Тастиозек.
- Мендигаринський район. Центр — село Уразівський.
- Наурзумський район. Центр — селище Кайшикарасу.
- Тургайський район. Центр — місто Тургай.
- Убаганський район. Центр – Караоба.
- Урицький район. Центр — село Урицький.
- Федоровський район. Центр — село Федорівський.

17 грудня 1930 року, як і всі інші райони Казахської РСР, округ ліквідовано.

## Населення
За переписом 1926 р. в окрузі проживали:
- українці - 41,3%
- казахи - 31,7%
- росіяни - 21,2%
- німці - 2,8%
- татари - 1,2%[1]